# NGC 4979
NGC 4979 је спирална галаксија у сазвежђу Береникина коса која се налази на NGC листи објеката дубоког неба.
Деклинација објекта је + 24° 48' 40" а ректасцензија 13h 7m 42,8s. Привидна величина (магнитуда) објекта NGC 4979 износи 14,3 а фотографска магнитуда 15,1. NGC 4979 је још познат и под ознакама IC 4198, UGC 8209, MCG 4-31-7, CGCG 130-9, PGC 45484.